# Duin-buntgras-associatie
De duin-buntgras-associatie (Violo-Corynephoretum) is een associatie uit het buntgras-verbond (Corynephorion). De associatie is typisch voor droge, kalkarme binnenduinen van de kuststreek.
Deze pioniergemeenschap omvat een rijke blad- en korstmossenflora, maar heeft - in tegenstelling tot de associatie van buntgras en heidespurrie uit de duinen van het binnenland - eveneens een soortenrijke kruidlaag met grassen, grasachtige planten en kleurrijke bloemen als het zandblauwtje en het hondsviooltje.

## Naamgeving en codering
| Violeto-Corynephoretum dunense Westh. 1947                          |
| Violo-Corynephoretum canescentis Böcher 1941                        |
| Violo dunensis-Corynephoretum canescentis (Westh. 1947) Boerb. 1960 |

- Syntaxoncode voor Nederland (rVvN): r14Aa02
- Natura2000-habitattypecode: H2130
- BWK-karteringscodes: had

De wetenschappelijke naam Violo-Corynephoretum is afgeleid van de botanische namen van het duinviooltje (Viola tricolor subsp. curtisii) en van de klasse-kensoort buntgras (Corynephorus canescens).

## Fysiognomie
De duin-buntgras-associatie wordt gekenmerkt door een lage vegetatie zonder boom- en struiklaag. De kruidlaag is open tot min of meer gesloten, en wordt afgewisseld met stukken los zand.
De moslaag is plaatselijk goed ontwikkeld en soortenrijk, met overwegend bladmossen en korstmossen.

## Ecologie
Deze plantengemeenschap is gebonden aan zure, voedselarme profielloze zandbodems op zonnige, warme locaties in de duinen van het kustgebied. Deze zijn vooral te vinden op ontkalkte, uitgeloogde binnenduinen.
De dunne, grijze humuslaag die het zand bedekt kan licht verstuiving verdragen, maar is zeer gevoelig voor erosie door water, betreding en konijnengraverij.

### Ontstaan en successie
De duin-buntgras-associatie is een pioniervegetatie van de tweede generatie, die volgt op gemeenschappen van de helm-klasse of van de duinsterretjes-associatie, zodra deze door uitloging zijn verzuurd. Ook kunnen zij ontstaan na het afsterven van struwelen van de associatie van duindoorn en vlier.
Op warme, aan de zon blootgestelde zuidhellingen blijft deze vegetatie vaak jarenlang bestaan. Op minder geschikte plaatsen gaat ze geleidelijk evolueren naar vegetaties van het kraaihei-verbond. Maar vaker gaat ze door toenemende stikstofbemesting verder vergrassen en blijft er slechts een rompgemeenschap met helm en zandzegge over.

## Subassociaties in Nederland en Vlaanderen
Van de duin-buntgras-associatie komen in Nederland en Vlaanderen twee subassociaties voor.

### Typsiche subassociatie
De typische subassociatie (Violo-Corynephoretum typicum) heeft een zeer dichte moslaag met overwegend ruig haarmos. De syntaxoncode voor Nederland (rVvN) van deze subassociatie is r14Aa02a.

### Subassociatie met smal fakkelgras
De subassociatie met smal fakkelgras (Violo-Corynephoretum koelerietosum) wordt gekenmerkt door smal fakkelgras, geel walstro en een talrijkheid aan korstmossen. Het heeft een overeenkomst met de duinsterretjes-associatie van kalkrijke duinen, maar met het buntgras wijst op een verregaande ontkalking. De syntaxoncode voor Nederland (rVvN) van deze subassociatie is r14Aa02b.

## Verspreiding
De duin-buntgras-associatie komt voor langs de kusten van de oostelijke Noordzee en de westelijke Oostzee, van Zuid-Zweden over Denemarken, Duitsland, Nederland en België tot in Noord-Frankrijk.
In Nederland ligt het zwaartepunt in de duinen van het Waddengebied, vooral op Terschelling. Verder bij het Westland in Zuid-Holland en op Goeree.
In Vlaanderen is de associatie zeldzamer omdat de duinen er over het algemeen kalkrijker zijn; doch in de binnenduinen van Adinkerke, de Oostvoorduinen van Oostduinkerke, de Schuddebeurze te Westende en d'Heie te Bredene komt ze nog voor.
In Vlaanderen verschilt de duin-buntgras-associatie omwille van de relatieve kalkrijkdom van de kustduinen zozeer van de associatie van buntgras en heidespurrie, dat die eerste soms in het duinviooltjes-verbond (Galio-Koelerion) geplaatst wordt in plaats van in het buntgras-verbond.

## Diagnostische taxa voor Nederland en Vlaanderen

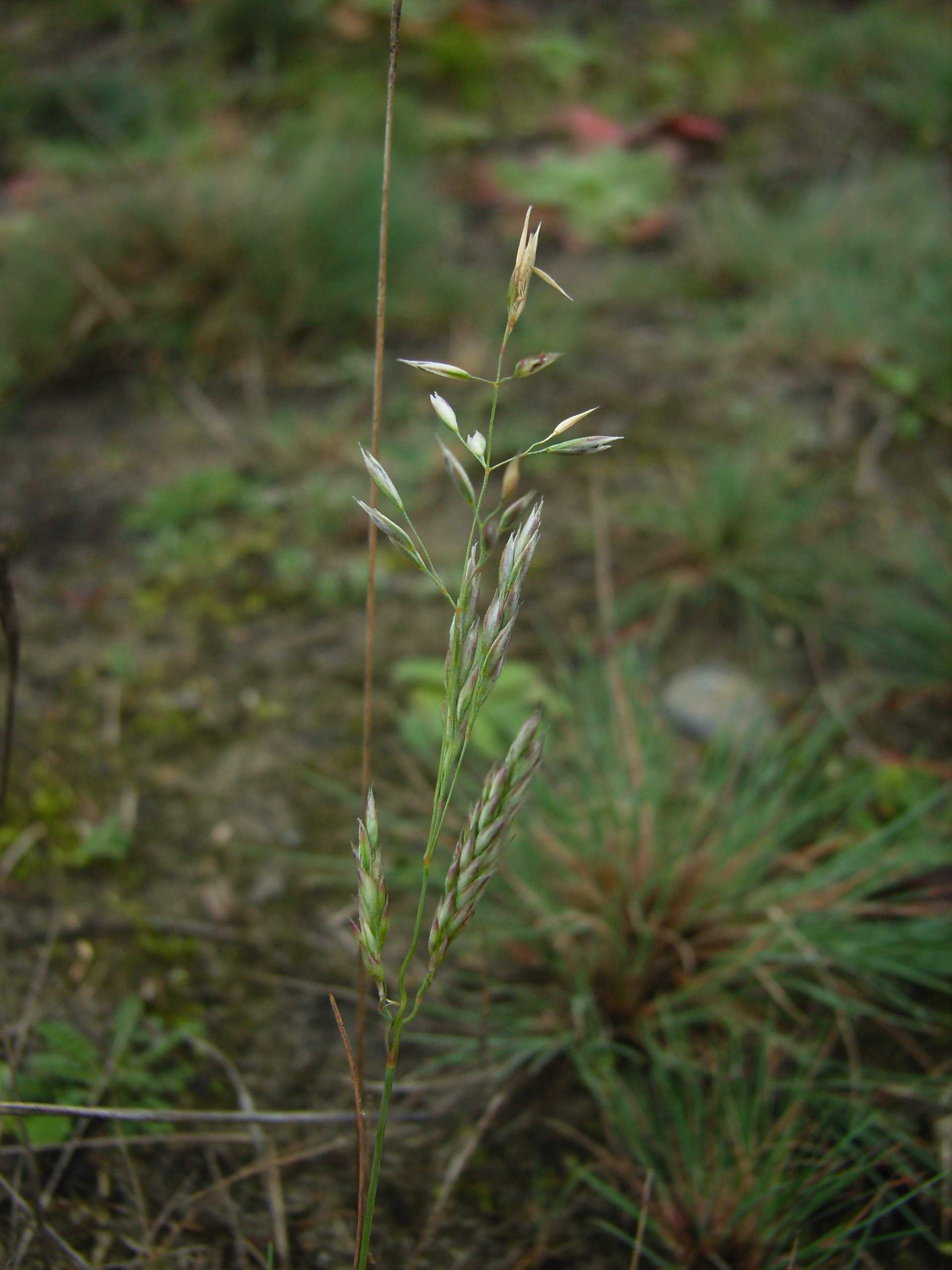
Buntgras

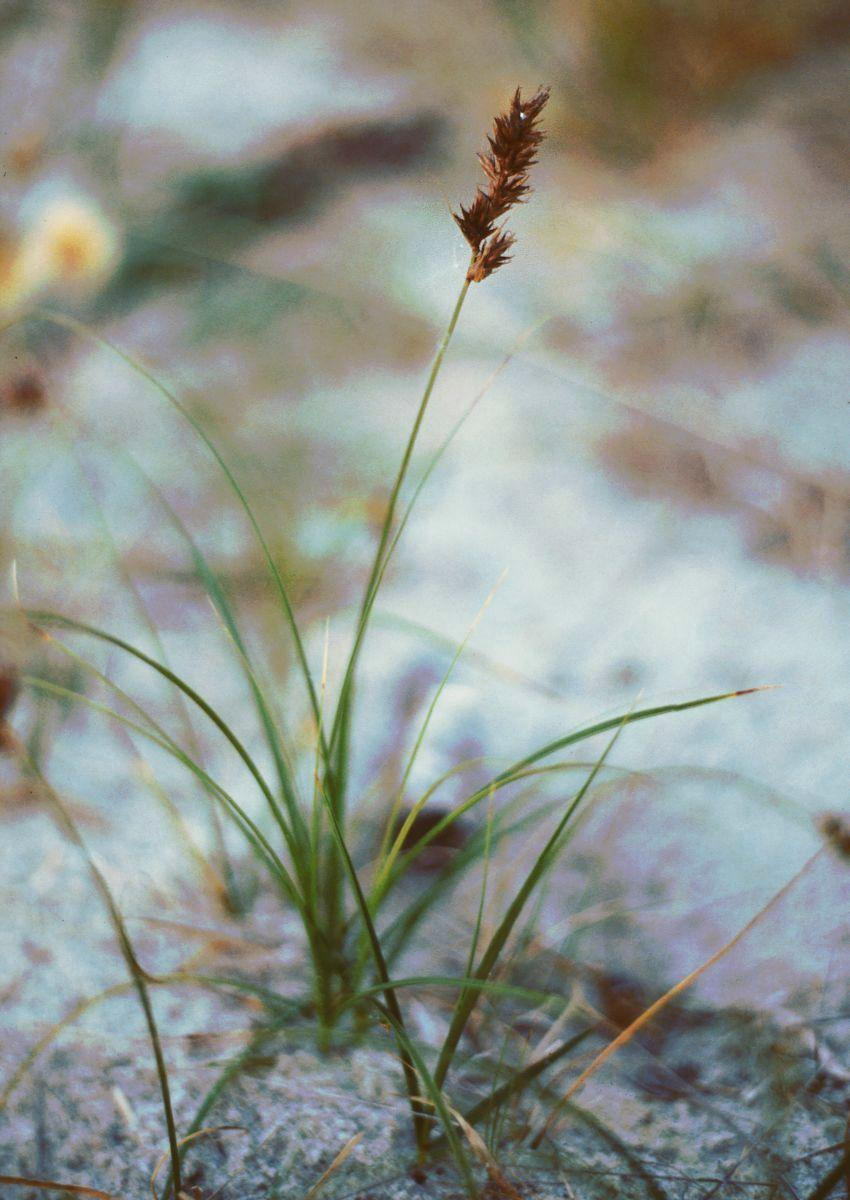
Zandzegge

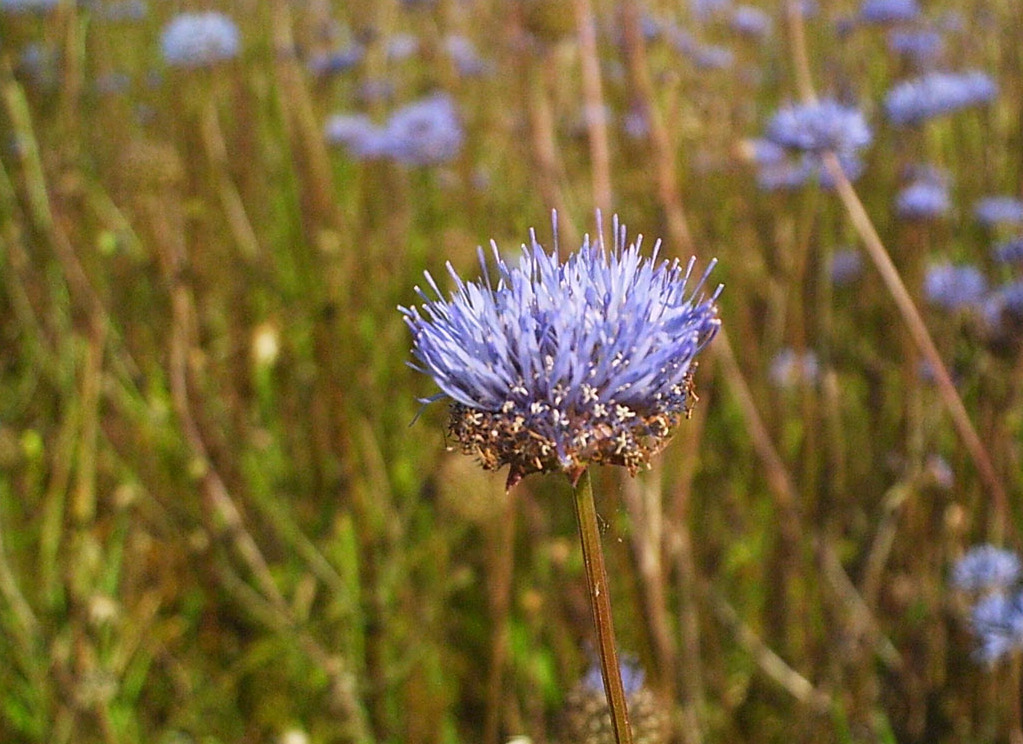
Zandblauwtje

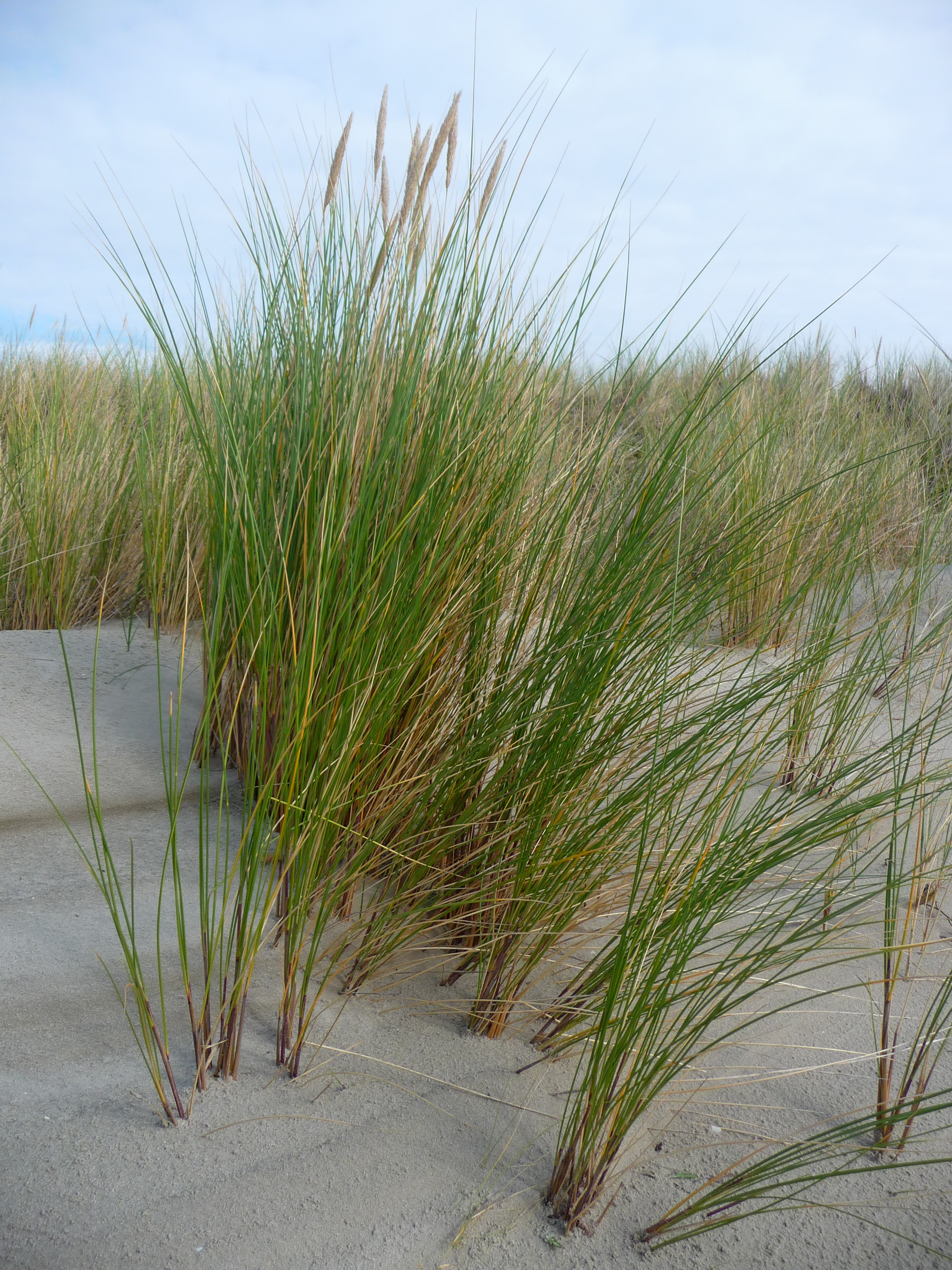
Helm

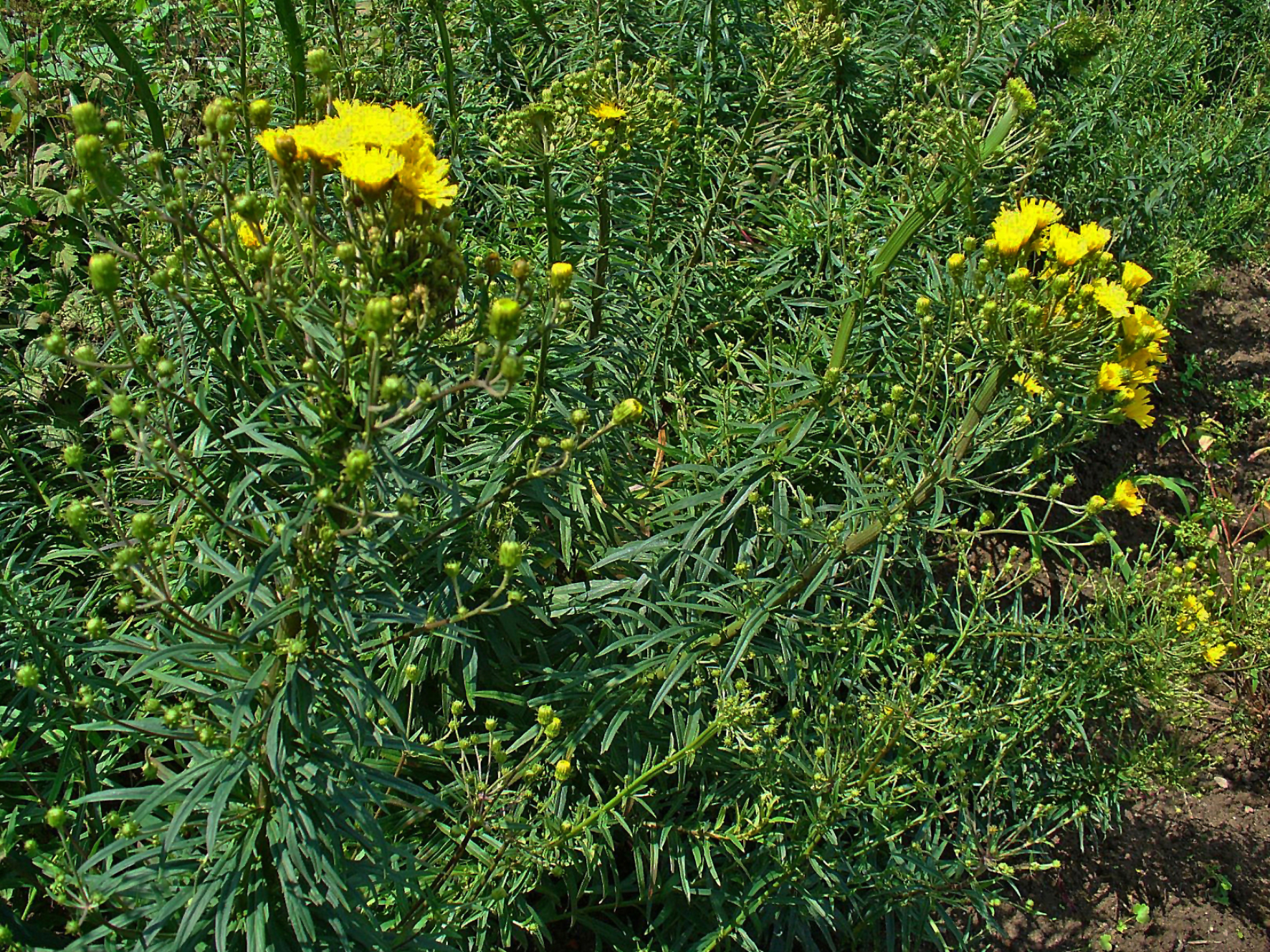
Schermhavikskruid

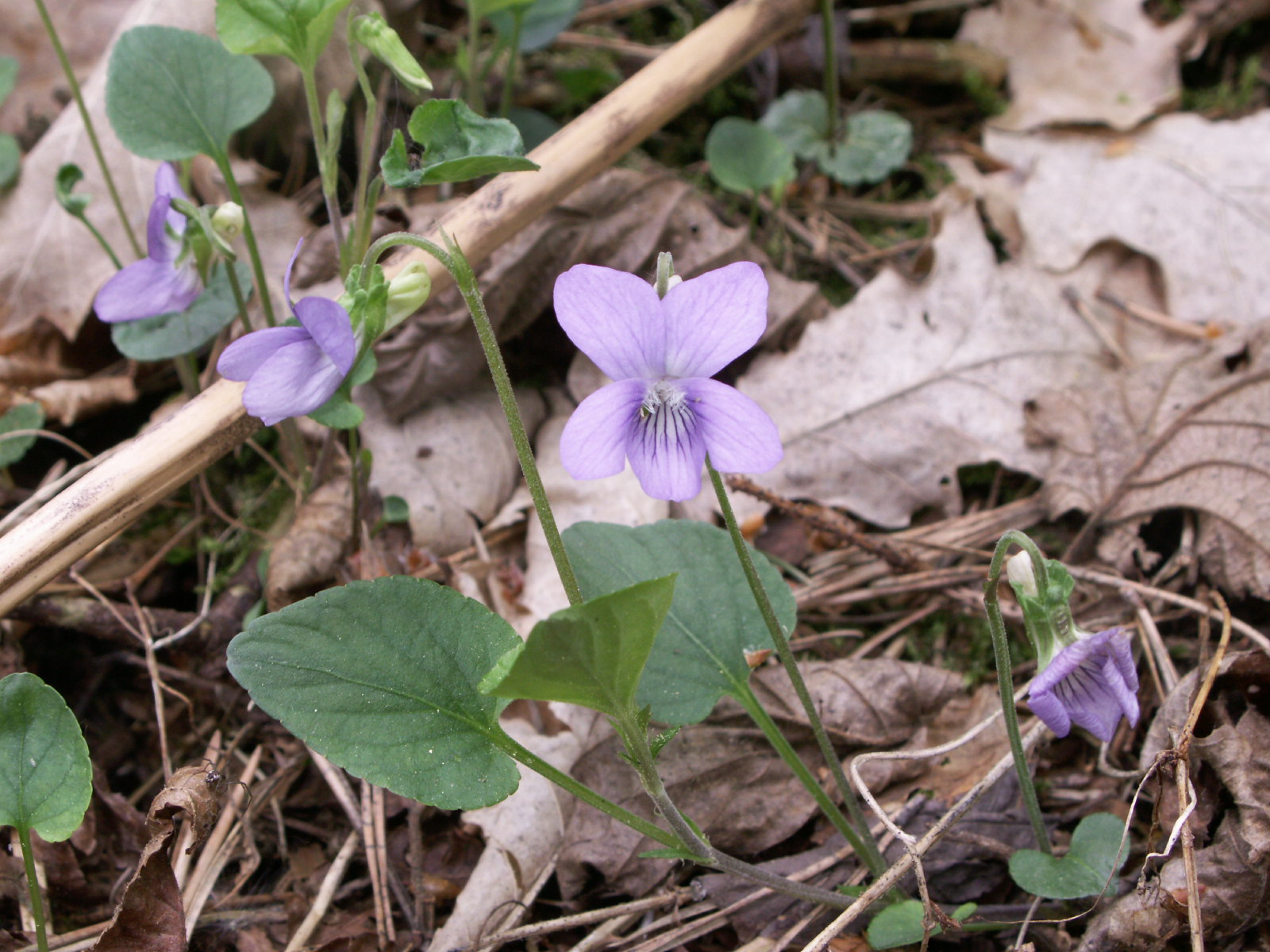
Hondsviooltje

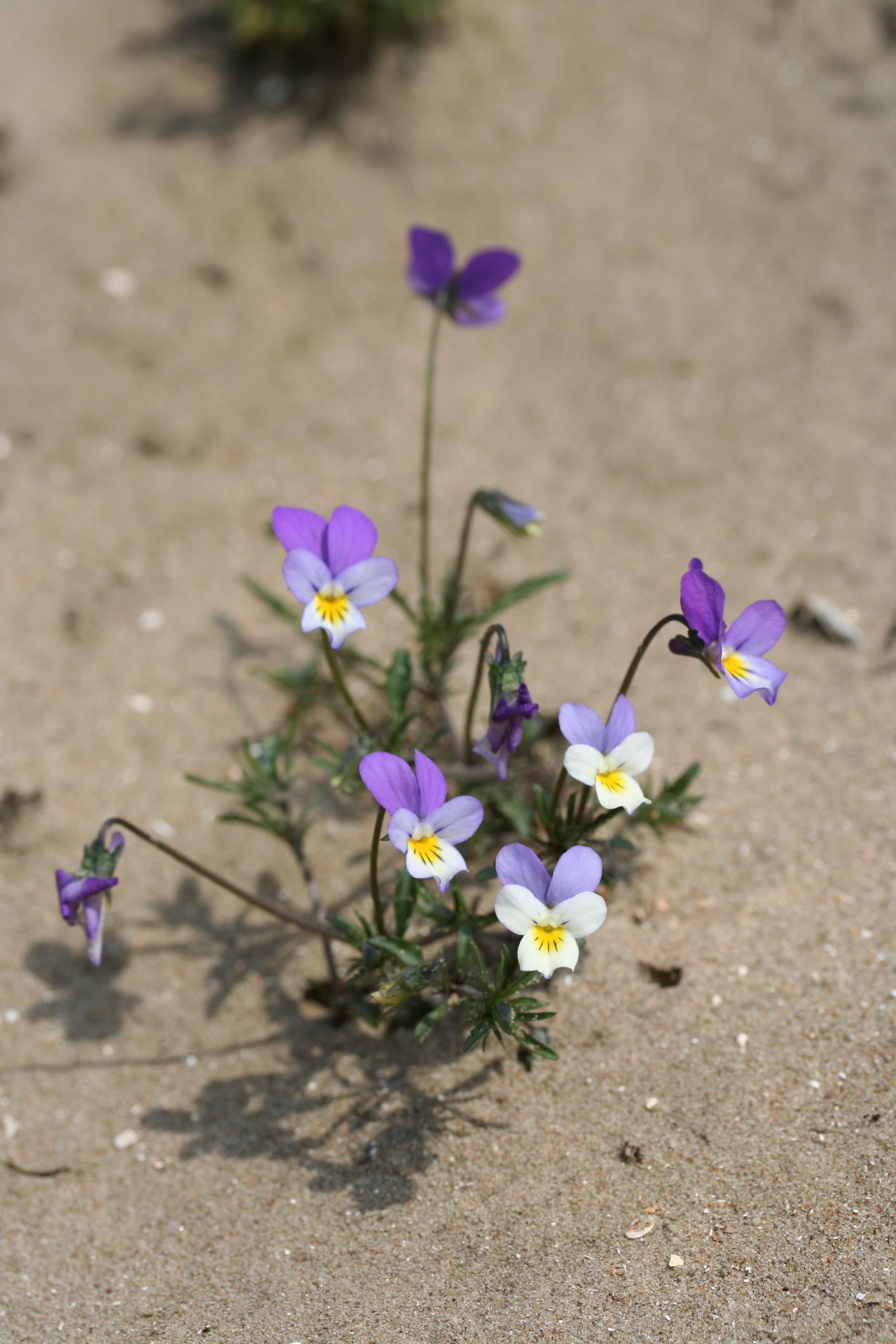
Duinviooltje

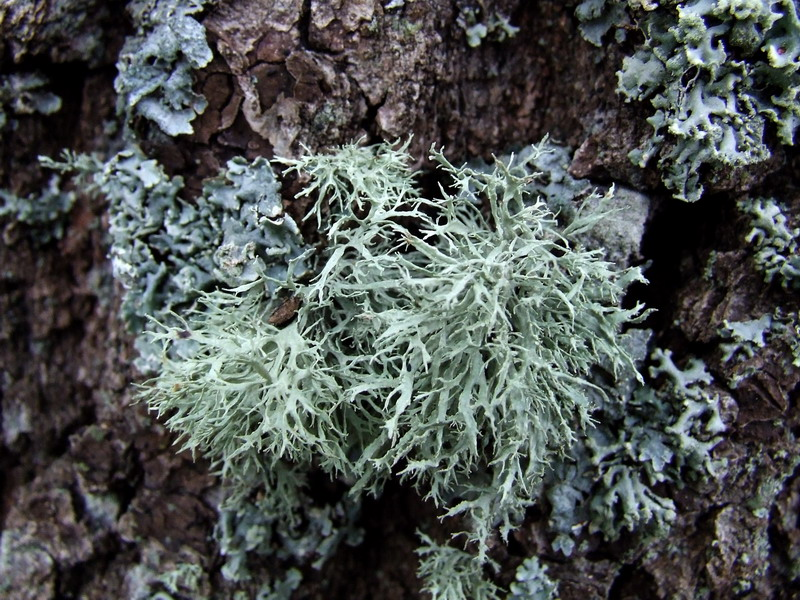
Eikenmos

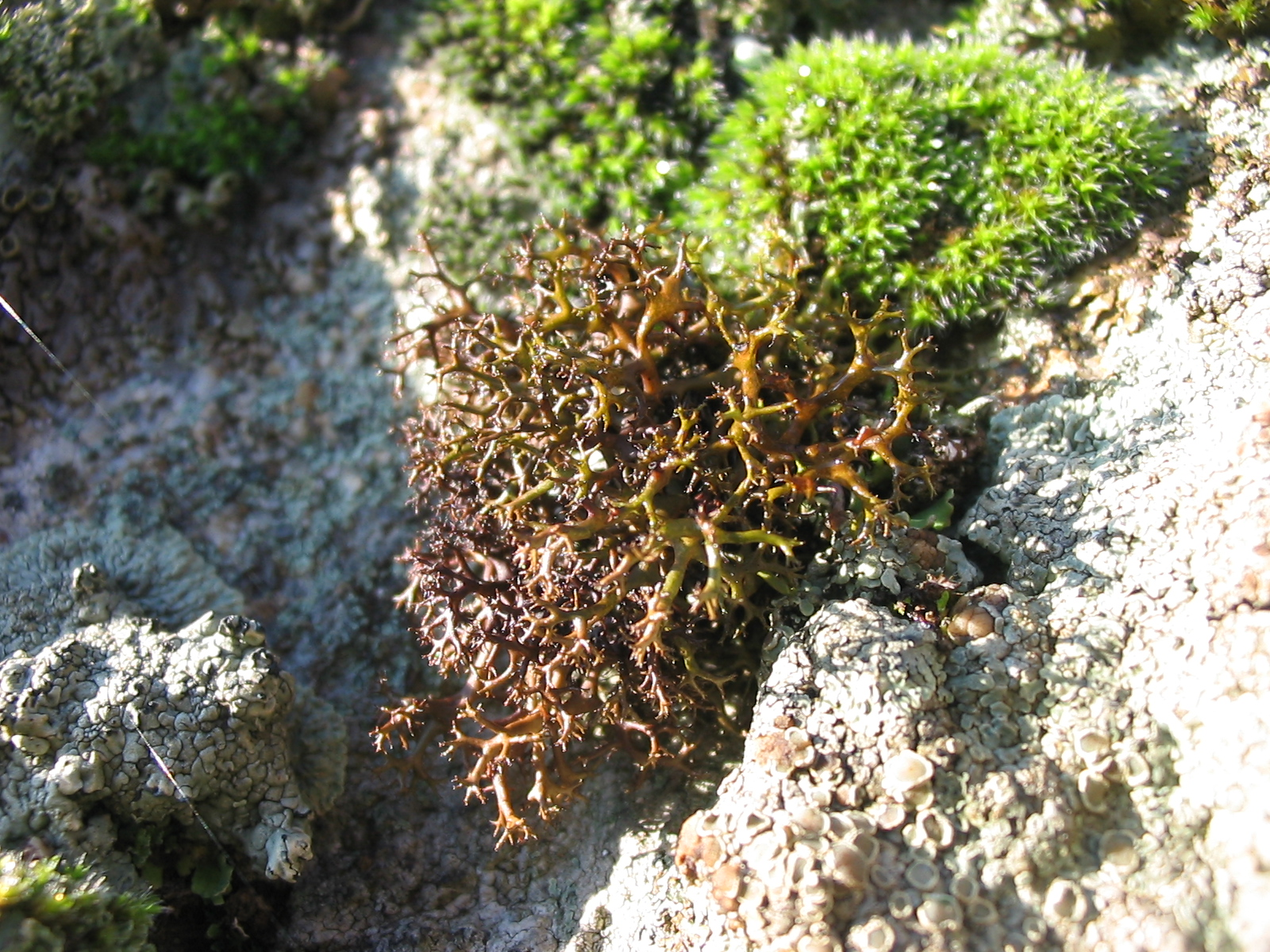
Gewoon kraakloof

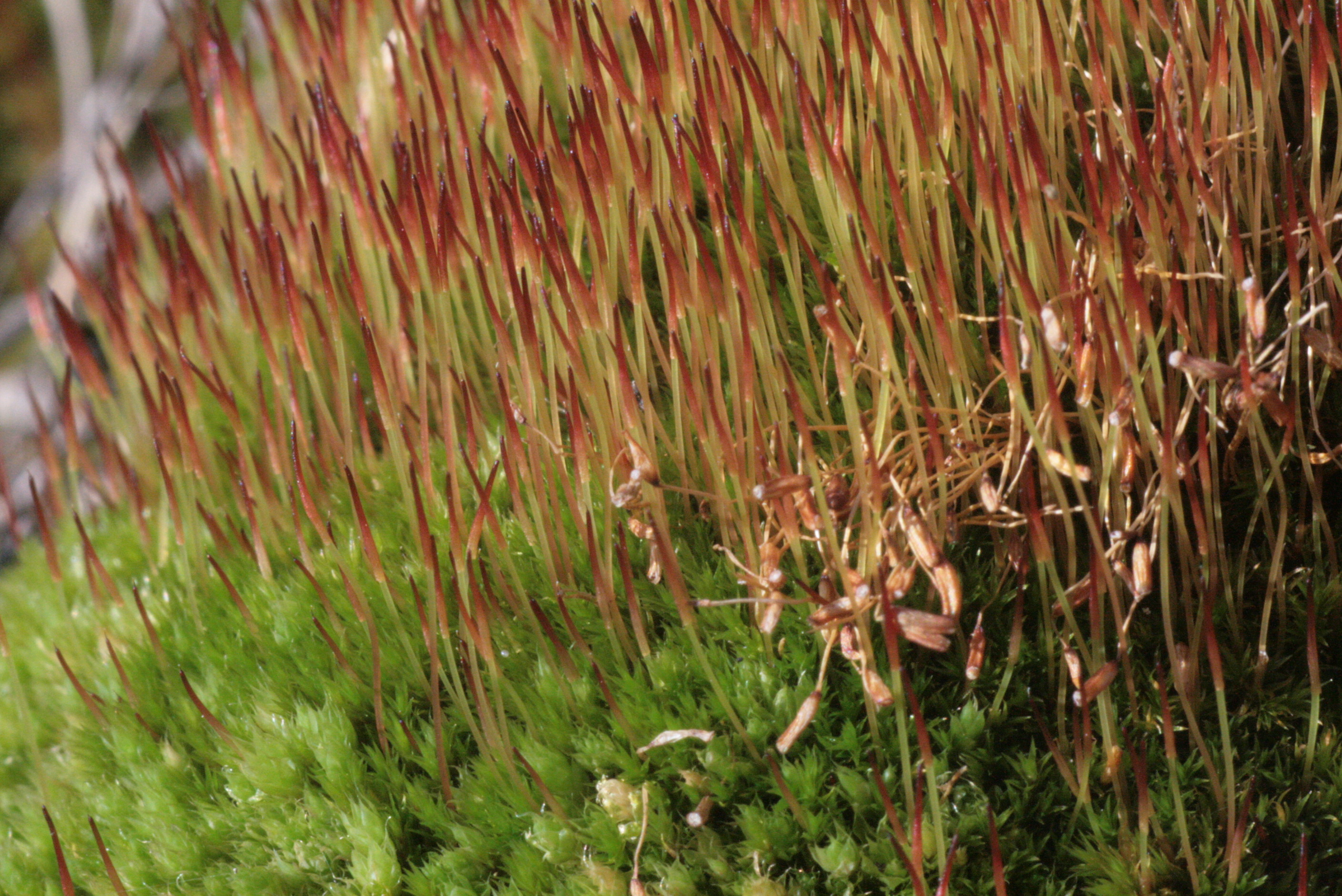
Gewoon purpersteeltje

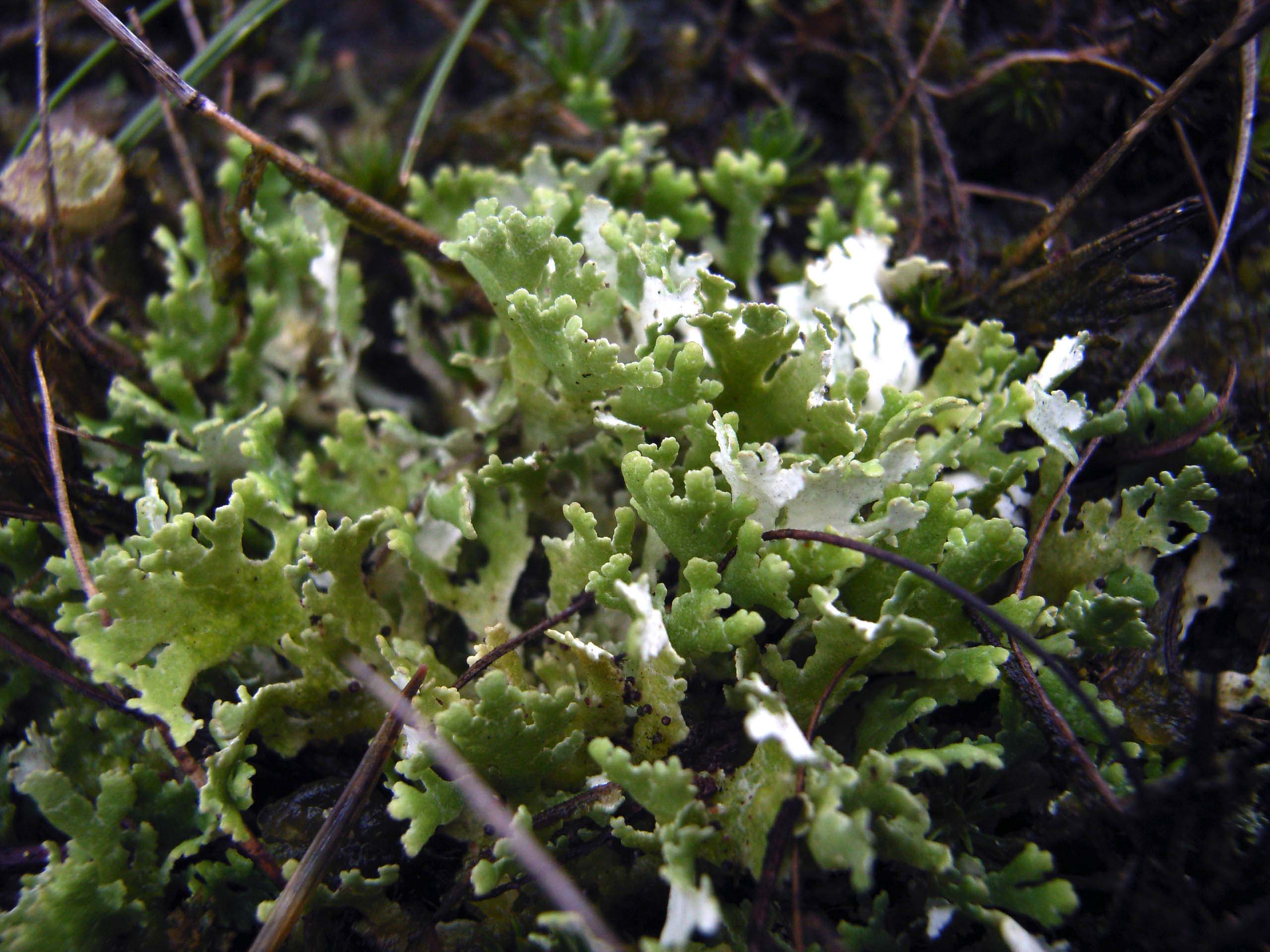
Elandgeweimos

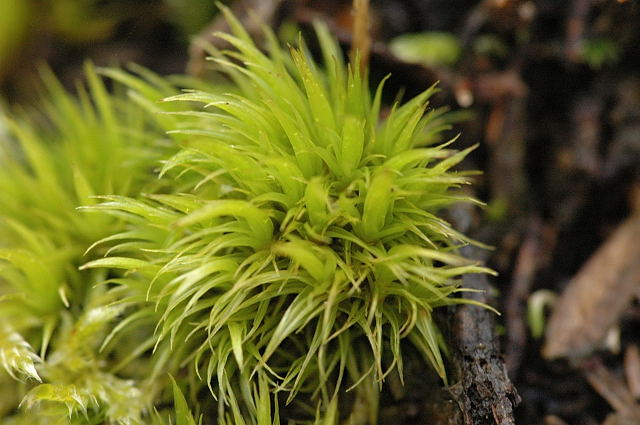
Gewoon gaffeltandmos

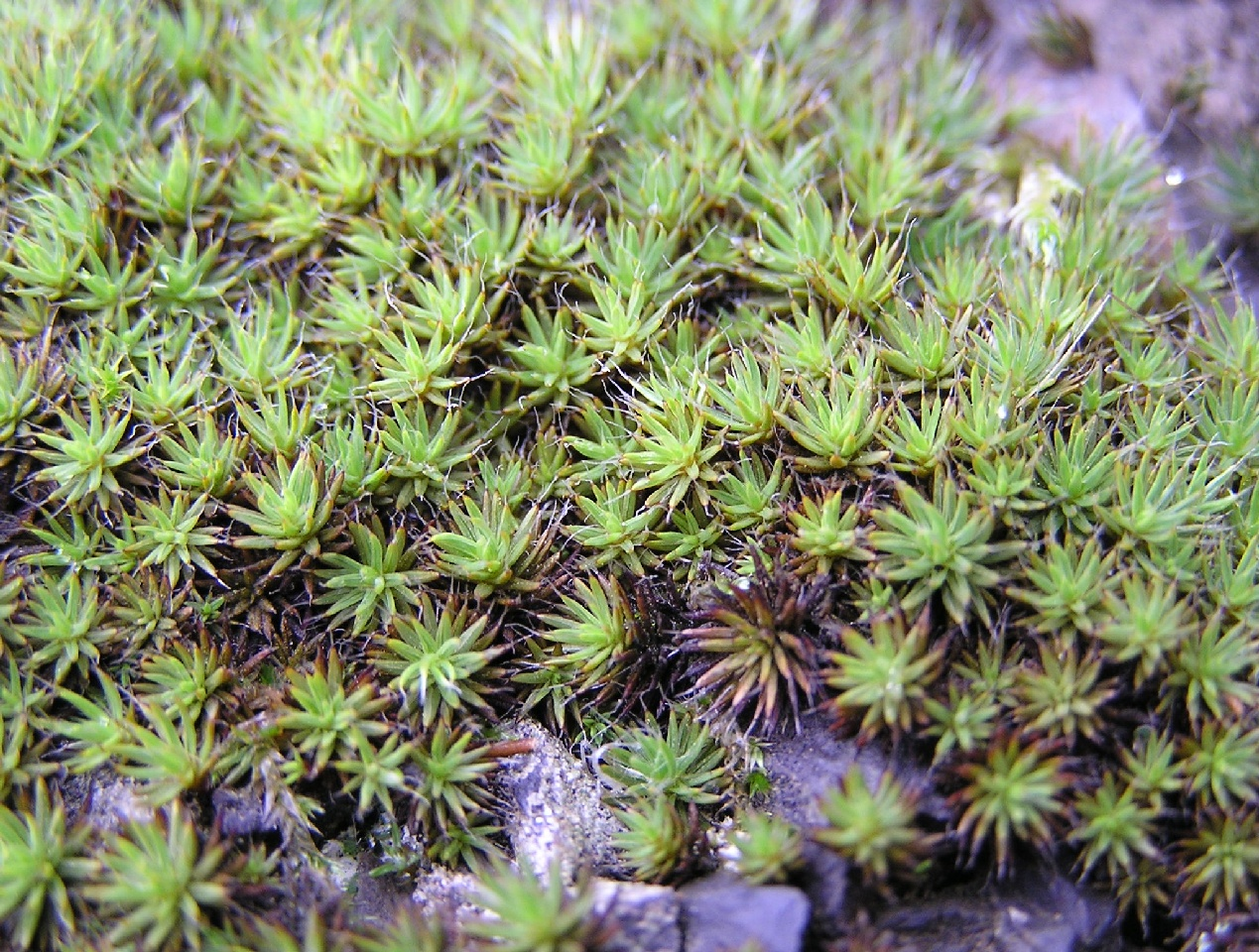
Ruig haarmos

Deze associatie heeft geen kenmerkende soorten onder de vaatplanten. Het naamgevende buntgras en de zandzegge hebben hier hun hoogste presentie. Verder vinden we meestal ook nog het zandblauwtje, helm, schermhavikskruid, gewoon biggenkruid, vroege haver, gewone veldbies, schapenzuring en rood zwenkgras. Het hondsviooltje en het zeldzamere duinviooltje zorgen voor de kleurrijke toets in deze gemeenschap.
In de moslaag treffen een aantal droogte-bestendige bladmossen zoals gewoon gaffeltandmos, gewoon purpersteeltje en ruig haarmos. Daarnaast vinden we opvallend veel korstmossen, waaronder een aantal soorten die elders meestal als epifyten (in bomen groeiend) voorkomen. De associatiekensoorten sierlijk rendiermos en eikenmos zijn zeldzaam, maar de verbondskensoort kraakloof en de begeleidende soorten elandgeweimos, gevorkt- en bruin heidestaarje en open rendiermos zijn algemeen voorkomend.
Kruidlaag
| Kentaxon | Diff.soort | Presentie | Triviale naam      | Botanische naam                |
| -------- | ---------- | --------- | ------------------ | ------------------------------ |
| kV       |            | > 90%     | buntgras           | Corynephorus canescens         |
| kK       |            | > 80%     | zandzegge          | Carex arenaria                 |
| kK       |            | > 30%     | gewoon biggenkruid | Hypochaeris radicata           |
| kK       |            | > 30%     | vroege haver       | Aira praecox                   |
|          | dA         | > 60%     | zandblauwtje       | Jasione montana                |
|          | dA         | > 50%     | helm               | Ammophila arenaria             |
|          | dA         | > 40%     | schermhavikskruid  | Hieracium umbellatum           |
|          |            | > 20%     | gewone veldbies    | Luzula campestris              |
|          |            | > 30%     | schapenzuring      | Rumex acetosella               |
|          | dA         | > 30%     | hondsviooltje      | Viola canina                   |
|          |            | > 30%     | rood zwenkgras     | Festuca rubra                  |
|          |            | > 20%     | geel walstro       | Galium verum                   |
|          | dA         | > 20%     | kleine leeuwentand | Leontodon saxatilis            |
|          | dA         | > 20%     | zandhoornbloem     | Cerastium semidecandrum        |
|          |            | > 20%     | smal fakkelgras    | Koeleria macrantha             |
|          | dA         | > 20%     | klein tasjeskruid  | Teesdalia nudicaulis           |
|          |            | > 10%     | zanddoddegras      | Phleum arenarium               |
|          | dA         | > 10%     | duinviooltje       | Viola tricolor subsp. curtisii |

Moslaag
| Kentaxon | Diff.soort | Presentie | Triviale naam         | Botanische naam         |
| -------- | ---------- | --------- | --------------------- | ----------------------- |
| kA       |            | > 10%     | sierlijk rendiermos   | Cladina ciliata         |
| kA       |            | < 10%     | eikenmos              | Evernia prunastri       |
| kV       |            | > 70%     | gewoon kraakloof      | Cetraria aculeata       |
| kV       |            | > 10%     | rafelig bekermos      | Cladonia ramulosa       |
| kK       |            | > 30%     | gewoon purpersteeltje | Ceratodon purpureus     |
| kK       |            | > 10%     | grijze bisschopsmuts  | Racomitrium canescens   |
| kK       |            | < 10%     | klein leermos         | Peltigera rufescens     |
|          | dA         | > 70%     | elandgeweimos         | Cladonia foliacea       |
|          |            | > 50%     | gewoon gaffeltandmos  | Dicranum scoparium      |
|          | dA         | > 50%     | gevorkt heidestaartje | Cladonia furcata        |
|          |            | > 40%     | open rendiermos       | Cladina portentosa      |
|          |            | > 30%     | bruin heidestaartje   | Cladonia glauca         |
|          |            | > 30%     | ruig haarmos          | Polytrichum piliferum   |
|          |            | > 20%     | fijn bekermos         | Cladonia chlorophaea    |
|          |            | > 20%     | rood bekermos         | Cladonia coccifera      |
|          |            | > 20%     | rode heidelucifer     | Cladonia floerkeana     |
|          | dA         | > 20%     | gewoon schorsmos      | Hypogymnia physodes     |
|          | dA         | > 20%     | gewoon klauwtjesmos   | Hypnum cupressiforme    |
|          |            | > 20%     | gebogen rendiermos    | Cladina arbuscula       |
|          |            | > 20%     | zandhaarmos           | Polytrichum juniperinum |
|          |            | > 10%     | vals rendiermos       | Cladonia rangiformis    |

## Biologische Waarderingskaart
In de Biologische Waarderingskaart (BWK) van Vlaanderen en het Brussels Hoofdstedelijk Gewest is deze associatie samen met de duin-struisgras-associatie en de duin-paardenbloem-associatie opgenomen als droog duingrasland van kalkarme milieus (had).
Dit vegetatietype staan alle gewaardeerd als 'Biologisch zeer waardevol'.